# Публий Фурий Фил
Пу́блий Фу́рий Фил (лат. Publius Furius Phylus; умер в 213 году до н. э.) — римский политический деятель и военачальник из патрицианского рода Фуриев, консул 223 года до н. э., цензор 214 года до н. э. Участвовал в войне с галлами, во Второй Пунической войне.

## Биография
Публий Фурий принадлежал к одному из знатнейших патрицианских родов Рима. Капитолийские фасты называют преномены его отца и деда — Спурий и Марк соответственно. Больше ничего о предках Публия Фурия не известно.
Коллегой Публия Фурия по консульству 223 года до н. э. стал Гай Фламиний. Совместно консулы предприняли поход на галлов. Действуя из Массилии, Фурий и Фламиний заключили союз с племенем анамаров, затем вторглись в земли инсубров, но понесли потери и отступили. Позже они получили помощь от племени гономанов и опять напали на инсубров. В решающем сражении, согласно Полибию, римляне одержали блистательную победу «благодаря только собственной доблести», так как войско было выстроено у самого берега реки. Их командиром в этом бою Полибий называет только Фламиния.
Ещё в начале этой войны сенат под влиянием множества неблагоприятных знамений направил консулам письмо с требованием немедленно сложить с себя власть и вернуться в Рим; но Фламиний распечатал это письмо только после сражения. Часть ответственности за фактическое неподчинение сенату легла и на Фурия. Из-за этого консулы встретили в Риме недружелюбный приём и с трудом добились триумфа, а сразу после него им пришлось сложить свои полномочия.
В 216 году до н. э., во время Второй Пунической войны, Публий Фурий стал претором по делам иноземцев. Когда в Рим пришли первые известия о разгроме при Каннах, именно Фурий вместе со своим коллегой Марком Помпонием созвал сенат для обсуждения первоочередных мер по защите города. Ещё один претор, Марк Клавдий Марцелл, вскоре возглавил армию в Канузии, а Публий Фурий занял его место в качестве командующего флотом; согласно Аппиану, Фурий получил только часть флота Марцелла. К тому же году относится сообщение Ливия о набеге Фурия на африканское побережье, из которого он вернулся тяжело раненным, так что находился «между жизнью и смертью».
В 214 году до н. э. Публий Фурий стал цензором вместе с Марком Атилием Регулом. Не имея возможности организовывать общественные работы из-за отсутствия денег в казне, коллеги «обратились к исправлению людских нравов и обличению пороков, рождённых войной»; так, они наказали конфискацией казённых коней и зачислением в эрарии ряд молодых аристократов, планировавших сразу после битвы при Каннах оставить Италию (возглавлял их Марк Цецилий Метелл). То же наказание понесли граждане, избегавшие военной службы без законных причин. Сенат постановил всех отмеченных цензорским порицанием отправить в Сицилию, чтобы они служили там в пехоте до окончания войны.
В следующем году Марк Цецилий Метелл смог стать народным трибуном и в этом качестве попытался привлечь обоих цензоров к суду. Остальные девять трибунов заставили его отказаться от этой идеи до истечения полномочий Фурия и Атилия. Вскоре Публий Фурий скончался; это помешало завершить перепись очистительным жертвоприношением и заставило Марка Атилия сложить свои полномочия.

## Потомки
Тит Ливий упоминает сына Публия Фурия того же имени. Этот юноша находился среди бежавших в Канузий после битвы при Каннах, и именно он рассказал Публию Корнелию Сципиону (впоследствии Африканскому) о планах Марка Цецилия Метелла и его сообщников уехать из Италии. Существование Публия Фурия Фила Младшего подвергают сомнению, так как он больше нигде не упоминается.